# Pilotrichum denticulatum
Pilotrichum denticulatum är en bladmossart som beskrevs av Palisot de Beauvois 1805. Pilotrichum denticulatum ingår i släktet Pilotrichum och familjen Daltoniaceae. Inga underarter finns listade i Catalogue of Life.